# Urocystis reinhardii
Urocystis reinhardii är en svampart som beskrevs av M. Piepenbr., Quintana & Garret 2001. Urocystis reinhardii ingår i släktet Urocystis och familjen Urocystidaceae.   Inga underarter finns listade i Catalogue of Life.